# Grunnesundsholmen
Grunnesundsholmen est une île dans le landskap Sunnhordland du comté de Vestland. Elle appartient administrativement à Bjørnafjorden.

## Géographie
Rocheuse et couverte d'arbres, elle s'étend sur environ 216 m de longueur pour une largeur approximative de 81 m.